# Melinaea simulator
Melinaea simulator är en fjärilsart som beskrevs av Fox 1960. Melinaea simulator ingår i släktet Melinaea och familjen praktfjärilar. Inga underarter finns listade i Catalogue of Life.